# Katzenzunge (Schokolade)

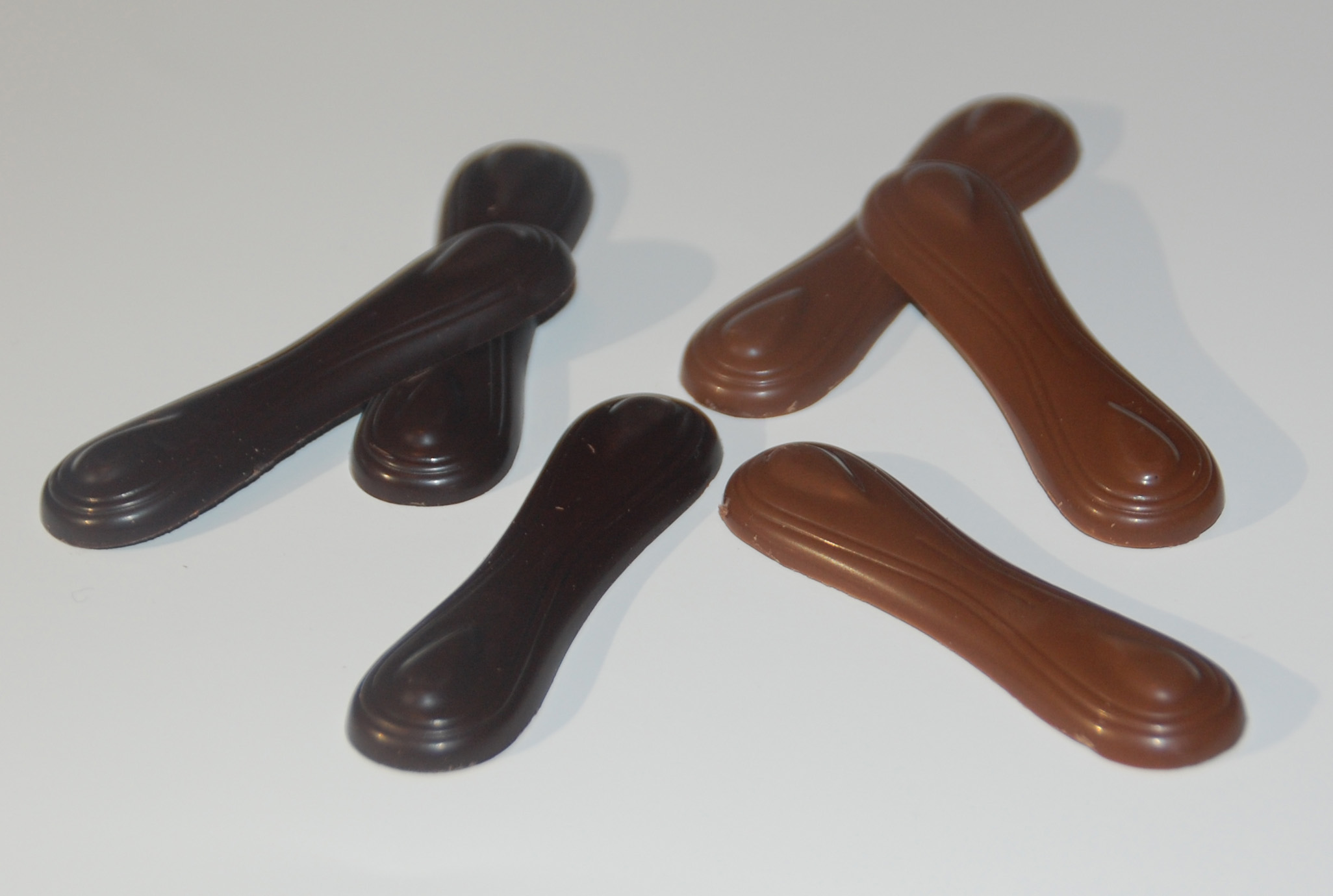
Katzenzungen aus Vollmilch- und Zartbitterschokolade (Sarotti)

Katzenzungen sind eine etwa fünf bis acht Zentimeter lange Süßware aus Schokolade. Der Name der Katzenzungen entstand aufgrund der Form der Schokolade, denn sie ähnelt der Form von Löffelbiskuit, das auf Französisch „langue de chat“ (= Katzenzunge) heißt. Es gibt Katzenzungen sowohl aus Milchschokolade als auch aus Bitterschokolade und Weißer Schokolade.
Der österreichische Schokoladenhersteller Küfferle (jetzt im Besitz von Lindt & Sprüngli) produziert sie nach eigenen Angaben seit 1892. Bekannt wurden sie auch durch die Konditorei von Emil Gerbeaud, dem Besitzer des Budapester Cafés Gerbeaud.
In Deutschland werden Katzenzungen unter anderem von Sarotti, Hachez, Halloren, Stollwerck, Viba und Waldbaur vertrieben.